# Eugène-Édouard Monod
Eugène-Édouard Monod (ur. 16 czerwca 1871 w Morges, zm. 9 listopada 1929) – szwajcarski architekt, złoty medalista Olimpijskiego Konkursu Sztuki i Literatury 1912. 

## Życiorys
Od 1895 roku pobierał nauki w École nationale supérieure des beaux-arts w Paryżu. Pracował jako architekt w Morges, Lozannie i Rolle. W latach 1901–1915 jego współpracownikiem był Alphonse Laverrière. Wraz z projektem budowy nowoczesnego stadionu (fr. Une "Olympie Moderne" sur les bords du Lac Léman) zdobyli złoty medal podczas Olimpijskiego Konkursu Sztuki i Literatury 1912. Szwajcarzy wygrali w konkursie mimo faktu, iż do konkursu należało zgłaszać wyłącznie projekty oryginalne. Powyższa praca była natomiast podobna do projektu, z którym w 1911 roku zdobyli pierwszą nagrodę na sponsorowanym przez MKOl Międzynarodowym Konkursie Architektonicznym. Dotyczyła ona zagospodarowania terenu pod infrastrukturę sportową nad Zatoką Boiron w okolicach Morges. Laverrière i Monod w ciągu kilku kolejnych lat  opracowali podobny plan dla Vidy, czyli jednej z jednostek administracyjnych Lozanny.
Przyjaźnił się m.in. z Pierre’em de Coubertinem, który był jedynym członkiem jury podczas Olimpijskiego Konkursu Sztuki i Literatury 1912.
Jest autorem lub współautorem takich obiektów jak Pomnik Reformacji w Genewie (1908–1917), budynek dworca kolejowego w Lozannie (1908–1916) i most Chauderon w Lozannie. Od 1911 roku członek Szwajcarskiej Federacji Inżynierów i Architektów